# دبورا راش
دبورا راش (انگلیسی: Deborah Rush؛ زادهٔ ۱۰ آوریل ۱۹۵۴) هنرپیشه اهل ایالات متحده آمریکا است.
او در فیلم بهشت آبی من، مواضع سازشکارانه، فوت کرد، کسب‌وکار بزرگ و غریبه‌ها با آبنبات بازی کرده‌است.